# Antonio Di Pietro

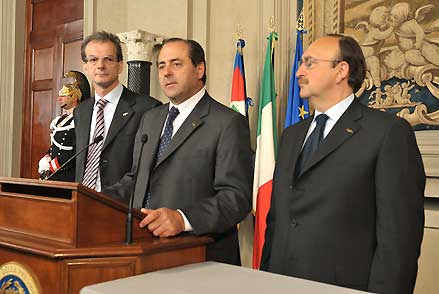
Di Pietro (midden)

Antonio Di Pietro (Montenero di Bisaccia, 12 oktober 1950) is een Italiaans politicus en voormalig openbaar aanklager. Hij werd beroemd als aanklager die kopstukken uit het economisch en politiek leven van Italië vervolgde (Mani Pulite).

## Achtergrond en opleiding
Antonio Di Pietro werd in een arm gezin geboren. Als jongeman ging hij naar Duitsland waar hij als kelner in een restaurant werkte. Van het verdiende geld kon hij zijn rechtenstudie betalen. Na zijn promotie vond hij werk bij de politie. In 1980 werd hij bevorderd tot commissaris. Na enige jaren begon hij een carrière in de juridische wereld en werd hij officier van justitie in Milaan.

## Mani Pulite
Al sinds de jaren 80 ging het steeds sterker wordende gerucht dat Milaan een bolwerk van corruptie was. Mensen tot in de hoogste regionen zouden betrokken zijn in smeergeldaffaires. Di Pietro en andere magistraten die de vermeende corruptie onderzochten kwamen er al gauw achter dat de geruchten gegrond waren, en dat de corruptie niet beperkt bleef tot Milaan, maar dat functionarissen van hoog tot laag in geheel Italië betrokken waren bij corruptieschandalen. Het corruptietijdperk (waarschijnlijk begonnen in de jaren 60) kreeg later de naam Tangentopoli.
Antonio Di Pietro en diens team van magistraten, de Pool di Mani Pulite (Team Schone Handen), dat naast Di Pietro ook bestond uit rechters als Francesco Saverio Borrelli, Ilda Boccassini, Gherardo Colombo, Piercamillo Davigo en anderen, begonnen aan de vervolging van vooraanstaande politici, zowel van landelijke als lokale politici. Onder hen was ook Bettino Craxi (premier 1983-1987). Men gaat ervan uit dat het Di Pietro was die Silvio Berlusconi schriftelijk ervan op de hoogte stelde dat er een officieel onderzoek naar hem was gestart; de premier zat op het moment dat hij het document ontving een bijeenkomst over internationale politiesamenwerking voor.
Wie aan het begin van de jaren 90 een document ontving waarin een persoon op de hoogte werd gesteld van een onderzoek (Avviso di garanzia), was in Italiaanse ogen reeds schuldig. Natuurlijk geldt ook in Italië 'onschuldig tot het tegendeel is bewezen', maar inderdaad bleken de meeste politici die een Avviso di garazia ontvingen inderdaad corrupt en werden zij veroordeeld.
Antonio Di Pietro groeide uit tot de populairste magistraat van de Pool di Mani Pulite.

## Minister
Mani Pulite zorgde ervoor dat een aantal partijen, waaronder de Democrazia Cristiana en de Socialistische Partij van Italië, werden opgeheven en dat het politieke landschap van Italië drastisch veranderde. In dit nieuwe Italië, de Tweede Republiek, werd Romano Prodi in 1996 minister-president. Hij benoemde Di Pietro tot minister van Openbare Werken. Als minister kwam hij met het controversiële plan om de nationale snelweg te vergroten, door een nieuw stuk tussen Bologna en Florence aan te leggen. De plaatselijke bewoners kwamen, samen met ecologen, in opstand tegen dit plan dat een verwoestend effect zou hebben op de prachtige wouden van de Apennijnen. Premier Prodi en diens kabinet wezen dit plan van de hand.
In 1997 begon men een onderzoek naar Di Pietro, zowel over diens periode bij de politie als bij justitie. Er kwam echter nooit een rechtszaak. Al met al bleek het een politieke zet te zijn. Het bleek dat de aanklager, Fabio Salamone van Brescia, een broer was van iemand die door Di Pietro was veroordeeld. Di Pietro werd later vrijgesproken van vervolging.

## Italia dei Valori
Nadat hij was gezuiverd ging Di Pietro verder werken aan een politieke carrière. Aanvankelijk wilde hij niet beginnen aan een carrière in de politiek, omdat hij zijn populariteit niet wilde exploiteren. In 1997 werd hij bij een tussentijdse verkiezing in de Senaat gekozen voor het district Mugello. Hij versloeg zijn centrumrechtse tegenkandidaat Giuliano Ferrara.
In 1998 richtte Di Pietro Italia dei Valori (Italië van de Waarden), een anticorruptiepartij, op. Uit protest tegen het in zijn ogen zwakke optreden van de linkse premier Massimo D'Alema weigerde Di Pietro om zijn partij Italia dei Valori op te laten nemen in de centrumlinkse alliantie L'Ulivo (Olijfboomcoalitie). Italia dei Valori-Lista Di Pietro deed zonder zich bij enige alliantie te hebben aangesloten mee aan de Italiaanse parlementsverkiezingen van 2001. Hij verwierf net niet genoeg stemmen om in de Kamer van Afgevaardigden te worden gekozen. De partij verkreeg wel één zetel in de Senaat.
Bij de Europese verkiezingen van 2004 vormde Di Pietro een lijst met Achille Occhetto, vroeger lid van de Communistische Partij van Italië (thans Democratici di Sinistra). De lijst verwierf genoeg stemmen voor twee zetels in het Europees Parlement. Di Pietro nam zitting in het Europees Parlement. Di Pietro is ook lid van het hoofdbestuur van de Alliantie van Liberalen en Democraten voor Europa.
In 2005 sloot Italia dei Valori zich aan bij L'Unione (De Unie), de centrumlinkse alliantie van partijen onder Romano Prodi.
Na de Italiaanse parlementsverkiezingen van 2006 werd Di Pietro minister van Infrastructuur in het centrumlinkse kabinet, geleid door Prodi. 
Tijdens de parlementsverkiezingen van 13 en 14 april 2008 sloot Italia dei Valori een coalitie met de centrumlinkse partij Partito Democratico van de oud-burgemeester van Rome Walter Veltroni. De coalitie verloor de verkiezingen, maar de aanhang van Di Pietro bleek in twee jaar tijd verdubbeld. Italia dei Valori kreeg 4,3% van de stemmen voor de Senaat (goed voor 14 zetels) en 4,4% van de stemmen voor de Kamer van Afgevaardigden (goed voor 29 zetels). Di Pietro had tijdens de verkiezingscampagne, in tegenstelling tot Veltroni die zijn tegenstander Berlusconi expres nooit bij name noemde, een felle campagne gevoerd tegen de mediamacht van Berlusconi.

## Verkiezingen van 2013
Bij de verkiezingen van 2013 haalde de partij Italië van de Waarden de kiesdrempel niet. Daarmee verdween ze zowel uit de Senaat als uit het Huis van Afgevaardigden. Zo kwam een einde aan de politieke loopbaan van Antonio Di Pietro.